# Germektomie

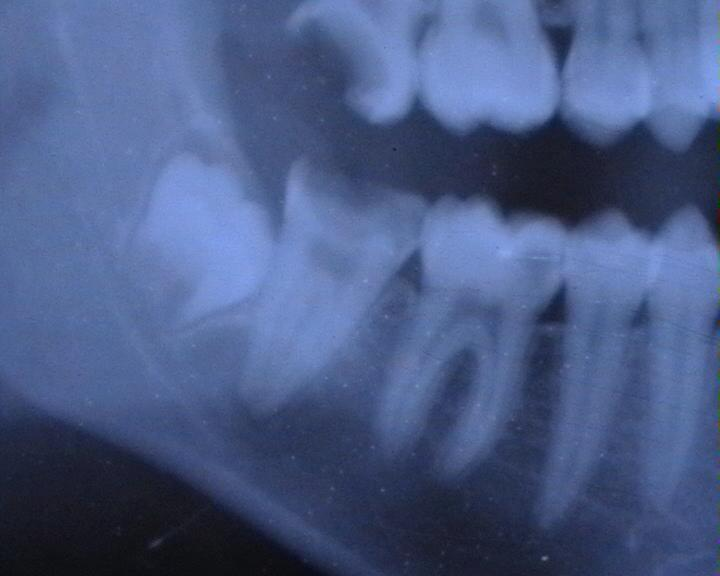
Zahnkeim eines Weisheitszahnes im Unterkiefer. Nebenbefund: Oberer und unterer 2. Molar tief zerstört, Approximal-Karies am unteren 1. Molaren

Eine Germektomie (von lat. germinare „keimen“ und griech.: έκτέμνειν (ektémnein) „herausschneiden“) ist die Entfernung eines Zahnkeimes. Eine Germektomie wird fast ausschließlich bei den Weisheitszähnen vorgenommen.

## Indikation
Eine Germektomie wird fast ausschließlich aus kieferorthopädischen Gründen ausgeführt, weil Anzahl und Größe der Zähne oft nicht mit der Kiefergröße korrelieren, es also zu einem Engstand der Zähne und zu einer Schachtelung kommen kann.
Der beste Zeitpunkt für eine Germektomie ist, wenn die Zahnkrone ausgebildet ist, die Zahnwurzeln aber noch nicht mineralisiert sind. In diesem Stadium liegt der Zahnkeim locker im Zahnfollikel (Zahnsäckchen) und ist noch nicht im Knochen verankert.

## Operationstechnik

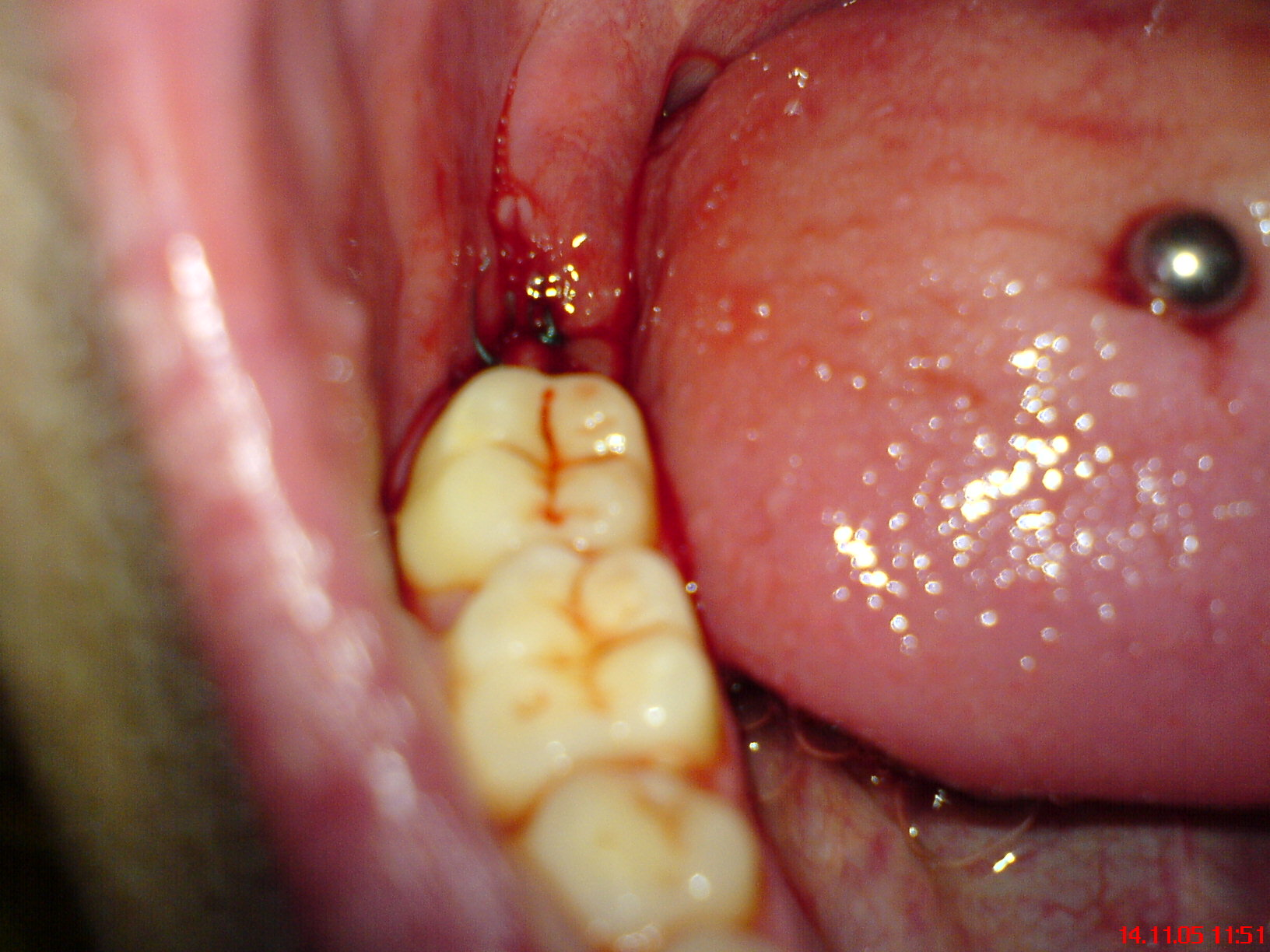
Wunde nach Germektomie des Zahnkeimes 48. Nebenbefund: Zungenpiercing

Nach entsprechender Anästhesie wird ein Schnitt geführt und ein Schleimhautperiostlappen gebildet. Manchmal ist der Zahnkeim dann schon zu erkennen, weil der Kieferknochen vom Zahnkeim bereits durchbrochen ist, in aller Regel muss aber noch ein Knochenfenster gefräst werden, durch das dann der Zahnkeim mitsamt Zahnfollikel herausgehoben werden kann. Soll das Knochenfenster klein gehalten werden, kann der Zahnkeim auch zerlegt und in Teilstücken entfernt werden. Wichtig ist, dass auch das Zahnsäckchen vollständig entfernt wird. Wird das unterlassen, besteht die Gefahr, dass sich eine follikuläre Zyste bildet. Abschließend werden eventuell vorhandene scharfe Knochenkanten entfernt und die Wunde wird vernäht. Komplikationen der Wundheilung treten nach einer Germektomie selten auf, weil der Eingriff nicht so gravierend ist und Zahnkeim, Zahnsäckchen und Zahnfach steril sind, weil sie noch keine Verbindung zur Mundhöhle hatten. Aus diesem Grunde werden häufig auch mehrere Zahnkeime in einer Sitzung entfernt.

## Zahnkeimtransplantation
Ein entfernter Zahnkeim kann auch in eine Zahnlücke oder an die Stelle eines bereits tief zerstörten Zahnes eingesetzt werden. Diese Möglichkeit wird in erster Linie im Unterkiefer beim Sechsjahrmolar genutzt. Das kann unmittelbar nach der Zahnentfernung oder auch später erfolgen. An der Implantationsstelle wird eine „passende“ Kavität (Hohlraum) in den Knochen präpariert, in die dann der Zahnkeim mitsamt Zahnfollikel eingesetzt wird. Bei einer Zahnkeimtransplantation ist es besonders wichtig, dass äußerst schonend operiert wird, damit der Zahnfollikel nicht geschädigt wird, und das Wurzelwachstum fortsetzen und abschließen kann. Außerdem ist darauf zu achten, dass bei einer unmittelbar nach der Extraktion des Zahnes erfolgenden Transplantation die (vorhandenen) Alveolen nicht mehr infiziert sind, wie das z. B. nach einer apikalen Parodontitis oder Zystenbildung der Fall sein kann.
Eine Zahnkeimentfernung ist eine Autoplastik (autologe Transplantation), worunter man die Verpflanzung von körpereigenem Gewebe versteht.